# Brassai Viktor
Brassai Viktor, családi nevén Resch (Kolozsvár, 1913. november 5. – Ukrajna, 1944 nyara) magyar jogász, költő, műfordító, szavalóművész. Becski Irén férje.

## Életútja
Iskoláit Gyergyóditróban, Gyergyószentmiklóson és Brassóban végezte, Kolozsvárt jogot hallgatott. A doktori cím megszerzése után (1935) ügyvédjelölt kolozsvári irodákban. Diákkorában bekapcsolódott a baloldali mozgalomba, később az illegális kommunista párt jogvédelmi apparátusában tevékenykedett. 1935-ben családi nevén felelős szerkesztője a Jövő című irodalmi, kritikai és társadalmi szemlének. 1939-ben, majd 1942-44-ben munkaszolgálatot teljesített. 1941-től a KZST tagja. Felszabadulása pillanatában pusztult el tragikus körülmények között.

## Munkássága
Versei és műfordításai 1929-től a Brassói Lapokban, 1936-tól a Korunkban jelentek meg. Költészetében az elnyomottakkal vállalt sorsközösséget, a fasizmus, a kizsákmányolás ellen buzdított összefogásra. Verseinek expresszív képalkotása, a rímes formák szabadabb használata az avantgárd-ból kinőtt szocialista líra vonulatához kapcsolja. Műfordítóként a kortárs román líra (Grigore Bugarin, Octavian Goga, Victor Eftimiu, Teodor Rășcanu, Vasile Voiculescu) és német antifasiszta költők (Johannes Robert Becher, Hugo Huppert) tolmácsolója.
Jelentős szavalóművész volt. Kolozsvár, Brassó, Marosvásárhely, Nagyvárad és Budapest dobogóin a magyar és a világirodalom legszebb lírai alkotásait szólaltatta. Legális, féllegális és illegális találkozókon antifasiszta és forradalmi versekkel mozgósított. Romániai viszonylatban József Attila költészetének első és leghatásosabb népszerűsítői között tartják számon.
1937-ben a Kelet és Nyugat között c. zsidó fiatalok antológiája hozta verseit, 1939-ben Együtt és külön c. önálló verskötete jelent meg Kolozsvárt. Posztumusz közölte verseit Józsa Béla, Korvin Sándor és Salamon Ernő költeményeivel együtt az 57 vers című antológia (Csehi Gyula előszavával, 1957), majd Példázat kétkedőknek címmel megjelent irodalmi hagyatékának legteljesebb gyűjteménye (Mózes Huba előszavával és bibliográfiájával, 1971).

## Művei
- Együtt és külön. Versek; Fraternitas, Cluj, 1939

- Példázat kétkedőknek. Versek, műfordítások; bev., bibliogr. Mózes Huba]; Kriterion, Bukarest, 1971